# European Championships 2022/Teilnehmer (Armenien)
| Gelbes Symbol für Goldmedaillen mit stilisierten Olympischen Ringen | Graues Symbol für Silbermedaillen mit stilisierten Olympischen Ringen | Braundes Symbol für Bronzemedaillen mit stilisierten Olympischen Ringen |
| ------------------------------------------------------------------- | --------------------------------------------------------------------- | ----------------------------------------------------------------------- |
| 1                                                                   | —                                                                     | —                                                                       |

Armenien nahm an den European Championships 2022 mit insgesamt 15 Athleten (alle Männer) teil.

## Medaillen

### Medaillenspiegel
| Rang   | Sportart | Gold | Silber | Bronze | Gesamt |
| ------ | -------- | ---- | ------ | ------ | ------ |
| 1      | Turnen   | 1    | –      | –      | 1      |
| Gesamt | Gesamt   | 1    | 0      | 0      | 1      |

### Medaillengewinner
| Name/n             | Sportart | Wettkampf     |
| ------------------ | -------- | ------------- |
| Gold               |          |               |
| Harutjun Merdinjan | Turnen   | Pauschenpferd |

## Teilnehmer nach Sportarten

### Kanurennsport
| Athleten                                                      | Wettbewerb | Vorlauf      | Vorlauf | Vorlauf       | Halbfinale    | Halbfinale    | Halbfinale    | Finale        | Finale        | Rang |
| Athleten                                                      | Wettbewerb | Zeit         | Rang    | Qualifikation | Zeit          | Rang          | Qualifikation | Zeit          | Rang          | Rang |
| ------------------------------------------------------------- | ---------- | ------------ | ------- | ------------- | ------------- | ------------- | ------------- | ------------- | ------------- | ---- |
| Männer                                                        |            |              |         |               |               |               |               |               |               |      |
| Geworg Pilosjan                                               | C-1 500 m  | DNS          | DNS     | DNS           | ausgeschieden | ausgeschieden | ausgeschieden | ausgeschieden | ausgeschieden | DNS  |
| Rade Pedich                                                   | C-1 5000 m | —            | —       | —             | —             | —             | —             | DNS           | DNS           | DNS  |
| Rade Pedich Geworg Pilosjan                                   | C-2 200 m  | —            | —       | —             | —             | —             | —             | DNS           | DNS           | DNS  |
| Rade Pedich Geworg Pilosjan                                   | C-2 500 m  | DNS          | DNS     | DNS           | ausgeschieden | ausgeschieden | ausgeschieden | ausgeschieden | ausgeschieden | DNS  |
| Rade Pedich Geworg Pilosjan                                   | C-2 1000 m | —            | —       | —             | —             | —             | —             | DNS           | DNS           | DNS  |
| Artur Akischin Edgar Tutjan                                   | K-2 200 m  | DNS          | DNS     | DNS           | ausgeschieden | ausgeschieden | ausgeschieden | ausgeschieden | ausgeschieden | DNS  |
| Tigran Khachatryan Simon Simonjan                             | K-2 500 m  | DNS          | DNS     | DNS           | ausgeschieden | ausgeschieden | ausgeschieden | ausgeschieden | ausgeschieden | DNS  |
| Artur Akischin Tigran Khachatryan Simon Simonjan Edgar Tutjan | K-4 500 m  | DNS          | DNS     | DNS           | ausgeschieden | ausgeschieden | ausgeschieden | ausgeschieden | ausgeschieden | DNS  |
| Artur Akischin Tigran Khachatryan Simon Simonjan Edgar Tutjan | K-4 1000 m | —            | —       | —             | —             | —             | —             | DNS           | DNS           | DNS  |
| Artur Petrosjan                                               | VL-3 200 m | 1:04,119 min | 6       | Halbfinale    | 1:02,577      | 6             | –             | ausgeschieden | ausgeschieden | 12   |

### Leichtathletik
Laufen und Gehen
| Athleten            | Wettbewerb | 1. Runde    | 1. Runde | Halbfinale | Halbfinale | Finale        | Finale        | Rang |
| Athleten            | Wettbewerb | Zeit        | Rang     | Zeit       | Rang       | Zeit          | Rang          | Rang |
| ------------------- | ---------- | ----------- | -------- | ---------- | ---------- | ------------- | ------------- | ---- |
| Männer              |            |             |          |            |            |               |               |      |
| Jerwand Mkrttschjan | 1500 m     | 3:43,42 min | 22       | —          | —          | ausgeschieden | ausgeschieden | 22   |

Springen und Werfen
| Athleten       | Wettbewerb | Qualifikation | Qualifikation | Finale        | Finale        | Rang |
| Athleten       | Wettbewerb | Weite/Höhe    | Rang          | Weite/Höhe    | Rang          | Rang |
| -------------- | ---------- | ------------- | ------------- | ------------- | ------------- | ---- |
| Männer         |            |               |               |               |               |      |
| Lewon Aghasjan | Dreisprung | 16,03 m       | 14            | ausgeschieden | ausgeschieden | 14   |

### Radsport

#### Bahn
| Athleten         | Wettbewerb         | Qualifikation | Qualifikation | 1. Runde | 1. Runde | Halbfinale | Halbfinale | Finale      | Finale | Rang |
| Athleten         | Wettbewerb         | Zeit          | Rang          | Zeit     | Rang     | Zeit       | Rang       | Zeit/Punkte | Rang   | Rang |
| ---------------- | ------------------ | ------------- | ------------- | -------- | -------- | ---------- | ---------- | ----------- | ------ | ---- |
| Männer           |                    |               |               |          |          |            |            |             |        |      |
| Stepan Grigorjan | 40 km Punktefahren | —             | —             | —        | —        | —          | —          | −19 Punkte  | 16     | 16   |

| Athleten         | Wettbewerb | Qualifikation Punktefahren | Qualifikation Punktefahren | Scratch | Scratch | Temporennen | Temporennen | Ausscheidungs- fahren | Ausscheidungs- fahren | Punkte- fahren | Punkte- fahren | Gesamt | Gesamt |
| Athleten         | Wettbewerb | Punkte                     | Rang                       | Punkte  | Rang    | Punkte      | Rang        | Punkte                | Rang                  | Punkte         | Zieleinlauf    | Punkte | Rang   |
| ---------------- | ---------- | -------------------------- | -------------------------- | ------- | ------- | ----------- | ----------- | --------------------- | --------------------- | -------------- | -------------- | ------ | ------ |
| Männer           |            |                            |                            |         |         |             |             |                       |                       |                |                |        |        |
| Stepan Grigorjan | Omnium     | −4                         | 8                          | 10      | 16      | 10          | 16          | 12                    | 15                    | −60            | 16             | −28    | 9      |

#### Straße
| Athleten         | Wettbewerb       | Zeit         | Rang |
| ---------------- | ---------------- | ------------ | ---- |
| Männer           |                  |              |      |
| Stepan Grigorjan | Straßenrennen    | DNS          | DNS  |
| Stepan Grigorjan | Einzelzeitfahren | 31:12,51 min | 31   |

### Turnen
| Athleten           | Wettbewerb       | Qualifikation | Qualifikation | Finale        | Finale        | Rang |
| Athleten           | Wettbewerb       | Punkte        | Rang          | Punkte        | Rang          | Rang |
| ------------------ | ---------------- | ------------- | ------------- | ------------- | ------------- | ---- |
| Männer             |                  |               |               |               |               |      |
| Artur Avetisyan    | Ringe            | 14,633        | 6             | 13,733        | 8             | 8    |
| Artur Dawtjan      | Pauschenpferd    | 14,200        | 8             | 14,033        | 6             | 6    |
| Wahagn Dawtjan     | Ringe            | 14,666        | 5             | 14,766        | 4             | 4    |
| Gagik Khachikyan   | Barren           | 12,900        | 64            | ausgeschieden | ausgeschieden | 64   |
| Gagik Khachikyan   | Boden            | 13,433        | 34            | ausgeschieden | ausgeschieden | 34   |
| Gagik Khachikyan   | Pauschenpferd    | 13,600        | 19            | ausgeschieden | ausgeschieden | 19   |
| Gagik Khachikyan   | Reck             | 12,133        | 88            | ausgeschieden | ausgeschieden | 88   |
| Gagik Khachikyan   | Ringe            | 12,866        | 64            | ausgeschieden | ausgeschieden | 64   |
| Gagik Khachikyan   | Mehrkampf Einzel | —             | —             | 78,932        | 31            | 31   |
| Harutjun Merdinjan | Pauschenpferd    | 14,500        | 3             | 14,733        | 1             | Gold |

## Weblink
- Ergebnisse von Armenien bei den European Championships 2022